# Нальгиев, Билан Бесланович
Билан Бесланович Нальгиев (род. 30 июля 1990) — российский борец греко-римского стиля, чемпион и призёр чемпионатов России, Победитель кубков Европейских наций (2014, 2015 — в команде), чемпион Европы среди юниоров 2009 года, мастер спорта России международного класса. По национальности ингуш. 
С 2018 года выступает за Узбекистан. В качестве представителя Узбекистана принял участие в Азиатских играх в Джакарте, но занял там лишь 9-е место. На Чемпионате мира 2018 занял 5-е место уступив в матче за бронзу - Олимпийскому чемпиону 2012 года из Корей Ким Хён У.

## Спортивные результаты
- Чемпионат Европы по борьбе среди юниоров 2009 года — ;
- Чемпионат России по греко-римской борьбе 2012 года — ;
- Чемпионат России по греко-римской борьбе 2014 года — ;
- Чемпионат России по греко-римской борьбе 2015 года — ;
- Гран-при Ивана Поддубного 2016 года — ;